# Монетный двор в Перте
Монетный двор в Перте — старейший монетный двор Австралии. Строительство данного предприятия было начато Джоном Форрестом в 1896 году, а 20 июня 1899 года состоялось официальное открытие в качестве отделения Лондонского королевского монетного двора. В Австралии функционировали 3 монетных двора: в 1855 году был открыт двор в Сиднее, в 1872 в Мельбурне, в 1899 году в Перте. Монетные дворы в Сиднее и Мельбурне больше не работают, таким образом в Перте перерабатывается около 60 % австралийского золота.
На монетном дворе в Перте в 2011 году была отлита самая большая в мире золотая монета весом более одной тонны. На одной стороне монеты изображена Елизавета II, а на другой кенгуру. Диаметр монеты равен 80 см, а толщина — 12 см. Чистота золота составляет 99,99 %. Вес 1012 килограмм. Номинал монеты — 1 млн. австралийских долларов, а её реальная стоимость оценивается примерно в 53,5 миллиона.